# Genderový symbol
Genderový symbol (též pohlavní či rodový) je symbol používaný k označení pohlaví živých organismů nebo genderu lidských bytostí. Používá se například v biologii a medicíně nebo v genealogii, v oblastech sociologie zabývajících se genderem, identitou či LGBT subkulturou apod.

## Základní genderové symboly
Původní rodové symboly vycházejí z astronomických symbolů. Poprvé je použil k označení efektivního pohlaví rostlin Carl Linné v roce 1751. Kromě nich vznikla řada dalších, ať už přímým odvozením z nich, anebo s využitím dalších symbolů.
| ♂  | Ze symbolu pro Mars (U+2642 ♂). Symbol pro samčí organismy nebo muže.                            |
| ♀  | Ze symbolu pro Venuši (U+2640 ♀). Symbol pro samičí organismy nebo ženy.                         |
| ☿  | Ze symbolu pro Merkur (U+263F ☿). Symbol pro intersexuální či hermafroditní organismy.           |
| ⚥  | Mužský symbol s přepaženým ramenem (U+26A6 ⚦). Symbol pro transgender osoby.                     |
| ⚥  | Odvozený z mužského a ženského symbolu (U+26A5 ⚥). Symbol pro intersexuální a transgender osoby. |
| ⚧  | S přidaným třetím ramenem (Unicode: U+26A7 ⚧). Symbol pro transgender osoby.                     |
| ⚪ | Kruh bez ramen (U+26AA ⚪︎). Symbol pro asexualitu či bezpohlavnost.                              |

## Kombinované symboly pro sexuální orientaci
Pro vyjádření sexuální orientace či partnerských a jiných vztahů mezi pohlavími jsou využívány také kombinované symboly. Web Lambda klade původ těchto symbolů do gay a lesbické subkultury 70. let 20. století, jako první vznikl symbol mužské homosexuality. Přesnější informace o původu symbolů nejsou uváděny.
| ⚤ | Spojení mužského a ženského symbolu (U+26A4 ⚤). Symbol pro heterosexualitu a heterosexuální vztahy.    |
| ⚣ | Spojení dvou mužských symbolů (U+26A3 ⚣). Symbol pro mužskou homosexualitu a gay vztahy.               |
| ⚢ | Spojení dvou ženských symbolů (Unicode: U+26A2 ⚢). Symbol pro ženskou homosexualitu a lesbické vztahy. |
|   | Spojení dvou mužských symbolů s jedním ženským. Symbol pro mužskou bisexualitu.                        |
|   | Spojení dvou ženských symbolů s jedním mužským. Symbol pro ženskou bisexualitu.                        |